# Bythiospeum articense
Bythiospeum articense is een slakkensoort uit de familie van de Hydrobiidae. De wetenschappelijke naam van de soort is voor het eerst geldig gepubliceerd in 1985 door Bernasconi.